# 5029 Ireland
5029 Ireland è un asteroide della fascia principale. Scoperto nel 1988, presenta un'orbita caratterizzata da un semiasse maggiore pari a 2,9357827 UA e da un'eccentricità di 0,0905684, inclinata di 19,37615° rispetto all'eclittica.